# Тироль (историческая область)

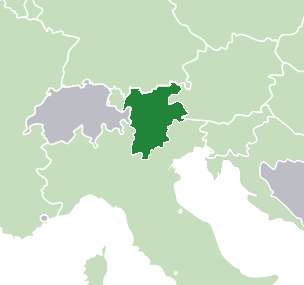
Расположение Тироля в Центральной Европе

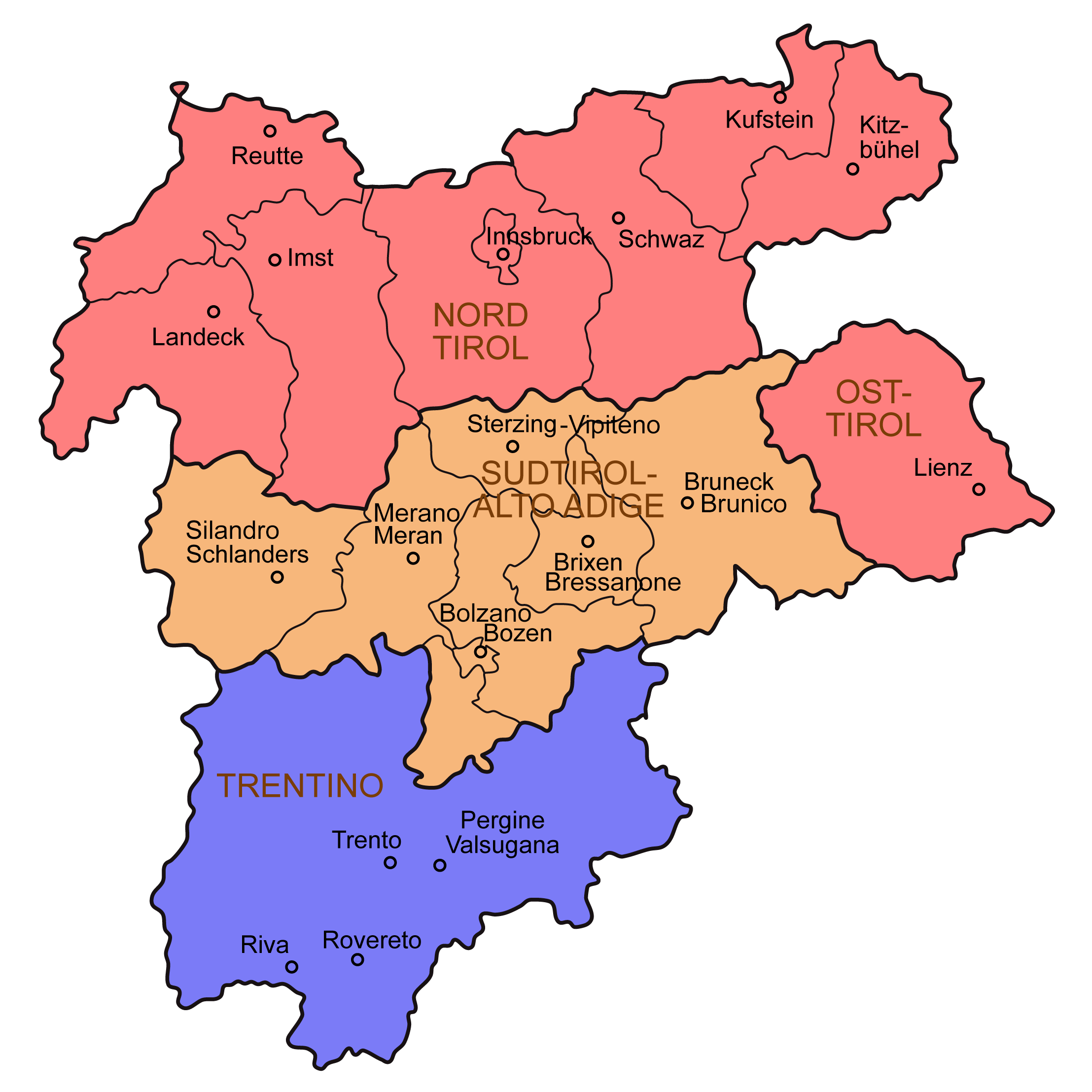
Части исторического Тироля

Тиро́ль (нем. Tirol; итал. Tirolo; лат. Tirolis) — историческая область в Центральной Европе в восточной части Альпийских гор, включающая федеральную землю Тироль в составе Австрии и автономную область Трентино-Альто-Адидже (состоящую из автономных провинций Больцано и Трентино) в Италии.
С границами исторического Тироля практически полностью совпадают границы еврорегиона Тироль-Южный Тироль-Трентино.

## Доисторический период
Тироль населён со времён мезолита, однако особенно массовый приток населения начался в эпоху неолита. Ко временам неолита относятся останки Этци — «ледяного человека», замёрзшего в Альпах.
В эпоху бронзового века в Тироле доминировала культура Лауген-Мелаун, испытавшая влияние культуры полей погребальных урн. В римский период эта культура побеждена ретами, которые доминировали в Тироле до завоевания их римлянами.

## Античность
Тирольские земли вошли в состав Римской империи в 15 году до н. э. в результате походов Друза и Тиберия. Они были включены в состав провинции Реция (частично в провинцию Норик). В период римского господства Тироль оставался достаточно слабо затронут цивилизацией из-за горного характера региона. Однако и здесь были основаны римские поселения: Тридентум (Тренто), Энипонс (Инсбрук). Большое значение имела дорога через Бреннерский перевал из Италии в долину Дуная и Августу Винделикорум (Аугсбург). В этот период в Тироле началась разработка месторождений металлов в Альпах.
В 233 году в Рецию вторглись племена алеманнов, которые расселились на правах федератов в северной части Тироля. При Диоклетиане Реция была разделена на две провинции, причём большая часть тирольских земель отошла к провинции Реция II с центром в Августе Винделикоруме.
В IV веке на территории Тироля начало распространяться христианство; тогда же были основаны епископства.
В IV веке войны римлян с германцами возобновились. Алеманны разорили Рецию, а после падения в 476 году Римской империи Тироль был включен сначала в государство Одоакра, а с 493 года — Остготского королевства Теодориха Великого.
С середины VI века Тироль перешёл под власть лангобардов. Однако власть этих государств в регионе была крайне слаба. Этим воспользовались бавары и отчасти славяне (словенцы), которые заселили север и север-восток Тироля, однако его южная часть оставалась под властью лангобардов.

## Средние века

### Тироль под властью епископов
С включением Тироля в состав Баварского герцогства регион подвергся активной германизации и христианизации. Романизированное население сохранилось до настоящего времени в горах в виде носителей ретороманского и ладинского языков. Миссионеры (Колумбан и ирландские монахи VIII века) обеспечили принятие местным населением христианства. Были основаны несколько монастырей и епископств (Бриксен (901 год); Тридент (1027 год)). С конца VIII века Бавария вошла в состав франкской империи Карла Великого.
В период франкского господства в Тироле быстро усилились церковные феодалы, в результате чего к середине XI века практически вся территория области оказалась под властью двух епископств: Бриксена (северный Тироль) и Тридента (южный Тироль). Епископы обладали полным иммунитетом на территории своих владений и не подчинялись светским властям. Контролируя Бреннерский перевал, Бриксен и Тридент были важными союзниками германских королей в их борьбе за подчинение Италии. В ответ короли активно поддерживали власть епископов и часто даровали им земли и различные привилегии.

### Герцоги Меранские и образование Тирольского графства
Светские феодалы Тироля первоначально были очень слабы и находились в полной зависимости от епископов. Завершение борьбы за инвеституру в начале XII века и связанное с ним усиление влияния папы римского заставили императоров начать попытки найти опору среди светских феодалов. Это способствовало складыванию первых достаточно прочных графств на территории Тироля. Первыми были графы Андексские, чьи владения находились в западной Баварии, Франконии и в долине Инна. Им удалось получить в лен от епископов и императора значительные земельные владения в северном и южном Тироле, что позволило Андексам установить свой контроль над регионом. В 1182 году Бертольд IV Меранский получил титул герцога Меранского и власть над приморскими регионами Истрии и Далмации. Он и его преемники присоединили к своим владениям Истрию, Франш-Конте и Фриули.
Именно Андексы основали Инсбрук и даровали ему городские права (1237 год), что позволило городу быстро стать столицей всего Тироля. Всевластие епископов в регионе было ликвидировано. Однако в 1248 году со смертью Оттона II мужская линия Андексской династии пресеклась. По соглашению 1241 года его владения в регионе перешли к Альбрехту III, правителю небольшого графства, названного по имени замка Тироль недалеко от Мерана.
Тирольское графство возникло в середине XI века и первоначально было полностью подчинено епископам Бриксена. Постепенно, однако, графы Тироля подчинили себе значительные земли, главным образом, в северной части области. Благодаря союзу с герцогами Меранскими им удалось заметно укрепить своё положение и к середине XIII века поставить под свой контроль Бриксенское епископство. Графы Тироля, таким образом, обладали правами фогтов (лиц, обладавших правами попечительства в светских и судебных делах местного духовенства) в отношении епископов Бриксена и Триента (Тренто). Присоединение владений Андексов в 1248 году привело к тому, что большая часть Тироля была объединена под властью графов Тирольских. Это дало толчок к ускорению экономического и социального развития страны. Инсбрук стал крупным городом, важнейшим торговым центром на пути из Италии в Баварию. С 1253 года в Тирольском графстве установилась Горицкая династия, представители которой являлись верными союзниками Габсбургов. В 1286 году тирольский граф Мейнхард II Горицкий получил от императора Рудольфа I Габсбурга Каринтию и Крайну и получил титул герцога Каринтийского.

### Установление династии Габсбургов
После смерти в 1335 году графа Генриха II его владения были разделены между Габсбургами, получившими Каринтию и Южный Тироль, и Виттельсбахами, получившим Северный Тироль. Однако местное население выступило против раздела и Габсбурги были вынуждены возвратить Тироль дочери Генриха II Маргарите, которая была замужем за герцогом Баварии. В 1361 году скончался муж Маргариты, герцог Баварии Людвиг V. Соправителем Маргариты в Тироле стал их сын Мейнхард III. В 1363 году он неожиданно скончался и Маргарита была вынуждена уступить свои владения Рудольфу IV Австрийскому. Так в Тироле установилась династия Габсбургов и графство было включено в состав австрийских владений.
Во второй половине XIV века владения Габсбургов неоднократно делились между различными ветвями династии. Тироль и Передняя Австрия с 1396 года образовали отдельное княжество под властью младшей линии Габсбургского дома. В этот период резко усилилась роль ландтагов. В Тироле созыв первого ландтага произошёл ещё в 1362 году, его итогом стало приглашение в качестве соправителя Маргариты её сына Мейнхарда III. Особенностью Тироля было участие в ландагах представителей свободного крестьянства. Они входили в одну курию с горожанами (помимо представителей городов в состав тирольского, как и других австрийских ландтагов, входили представители ещё трёх курий: духовенство, крупные титулованные землевладельцы и рыцари). Тирольский ландтаг неоднократно выступал против политики графов, а в 1487 году заставил графа Сигизмунда передать фактическую власть в руки комитета сословий, который денонсировал соглашения Сигизмунда с Баварией о территориальных уступках и заставил графа в 1490 году отказаться от Тироля в пользу Максимилиана I, эрцгерцога Австрии. Тироль стал одним из излюбленных мест пребывания последнего. Здесь же, в Инсбруке, он был и похоронен. Таким образом Тироль вновь вошёл в состав единого австрийского государства.
Роль Тироля в этот период сильно увеличилась: серебряные и медные рудники графства стали финансовой основой военной политики Габсбургов. Тирольский талер быстро вытеснил из обращения венский крейцер. Однако в начале XVI века из-за хронической нехватки средств на войну с турками император Максимилиан I заложил тирольские рудники южнонемецкому банкирскому дому Фуггеров. Максимилиан I также попытался упорядочить систему управления австрийских владений и в 1493 году создал особую администрацию для верхнеавстрийских земель (Тироль, Форарльберг и Передняя Австрия). Аналогичный орган был создан для нижнеавстрийских герцогств. Началась централизация государственных структур. Однако на объединённом ландтаге всех земель Габсбургов в Инсбруке в 1518 году сословия выступили против централизации и провалили реформы Максимилиана I.
В средние века крестьяне Тироля пользовались намного большей свободой, чем земледельцы других территорий империи Габсбургов. Они почти не имели крепостных повинностей, не служили в армии, зато были представлены в местном ландтаге. С древних времен главным занятием тирольских крестьян было животноводство, но с XV века большое развитие получило горное дело: добыча золота, серебра, ртути и меди. В 1488 году владельцами тирольских шахт стали Фуггеры. Они расширили сферу сбыта продукции горной и металлургической промышленности Тироля, отправляли её по океанским путям на отдаленные мировые рынки.

## Новое время

### Крестьянская война и Реформация
В 1525 году Тироль оказался охвачен общенемецкой Крестьянской войной. Во главе восстания встал Михаэль Гайсмайр. Первоначально восстание развивалось чрезвычайно быстро и успешно. Сторонники Гайсмайра захватили Бриксен, громили монастыри и замки, из тирольского ландтага были изгнаны дворяне и прелаты. Основные цели восставших были сформулированы Гайсмайром в одном из программных документов Крестьянской войны — «Земское устройство». Согласно его положениям всех дворян и церковников, притеснявших простых людей, «противившихся истинному слову Божию и общей пользе» следовало истребить. Ради полного равенства должны были быть уничтожены не только замки, но и все городские укрепления, введена государственная монополия на торговлю и рудное дело и так далее. Тироль превращался в замкнутое государство, построенное на принципах почти полной автаркии. Лишь в 1526 году крестьянская армия Гайсмайра была разбита австрийскими войсками в битве при Радштате.
Начиная с крестьянской войны в Тироль начало проникать протестантство (важную роль в этом процессе играли анабаптисты). Однако Реформация в Тироле была гораздо более слабой, чем в остальных австрийских землях (где по современным оценкам сторонники новой веры составляли до 70 %). Здесь традиционно были сильны позиции католической церкви. К тому же учение анабаптистов, получившее распространение в Тироле, было одинаково неприемлемо как для католиков, так и для лютеран. После подавления крестьянского восстания настоящий террор был развернут против анабаптистов. В 1528 году в Тироле казнили 150 анабаптистов, а на следующий год число казнённых достигло 700 человек. Уже в конце XVI века герцог Фердинанд II, получивший Тироль в 1564 г. после очередного раздела габсбургских земель, пригласил в регион иезуитов, которые быстро вытеснили немногочисленных тирольских лютеран и кальвинистов.
В 1665 году пресеклась линия тирольских Габсбургов и страна перешла под власть венской линии этого рода. При императоре Леопольде I в 1669 году в Инсбруке был основан университет.

### Просвещённый абсолютизм и наполеоновские войны
Во второй половине XVIII века в Тироле, как и в других владениях Габсбургов, развернулись реформы просвещённого абсолютизма. Однако их влияние в Тироле было ограниченным. Так, урбариальные патенты Марии Терезии 1771—1778 годов зафиксировавшие феодальные повинности крестьян, сократившие барщину, и подтвердившие право свободы перехода, не имели того влияния на тирольское крестьянство, бывшее по преимуществу свободным, как в остальных регионах империи. Таможенная реформа 1775 года также не затронула Тирольское графство. Большое значение имела школьная реформа 1779 года — развитие начального образования и переход под государственный контроль средней школы после запрета Ордена иезуитов —, а также патент Иосифа II о веротерпимости 1781 года, который уровнял в правах протестантов и православных подданных Габсбургов с католиками. В 1782 году в рамках политики централизации и абсолютизма Иосиф II ликвидировал право созыва провинциальных ландтагов, однако после его смерти в 1790 году органы регионального самоуправления были восстановлены.

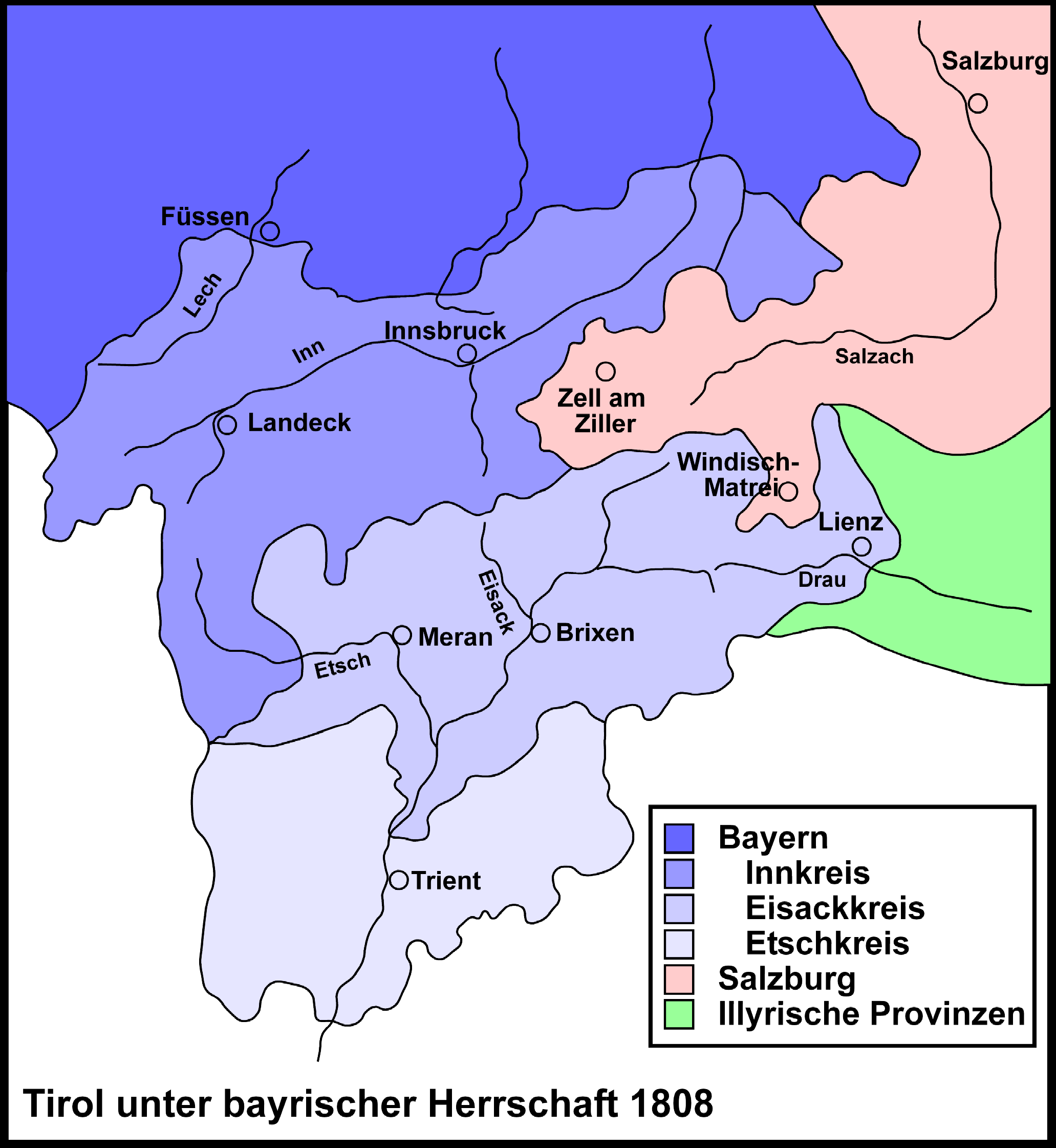
Тироль под властью Баварии, 1808

В 1797 году территория Тироля стала ареной боевых действий между наступающей армией Наполеона и войсками австрийской империи. Тироль был оккупирован генералом Жубером, однако здесь французы столкнулись с сильным сопротивлением простого народа своей власти. По условиям мирного договора в Кампо-Формио Тироль был возвращён Австрии, но в 1805 году вновь занят французскими войсками. Разбитая в Аустерлицком сражении Австрия по Пресбургскому миру уступила Тироль Баварии — главному союзнику Наполеона в Южной Германии. Переход под власть Баварии резко ухудшил социально-политическое положение графства. Был ликвидирован тирольский ландтаг, страна оказалась разделённой на три округа, полностью подчинённых центральному правительству в Мюнхене, выросли налоги, баварские власти стали вмешиваться в церковные отношения, прекратилась транзитная торговля..

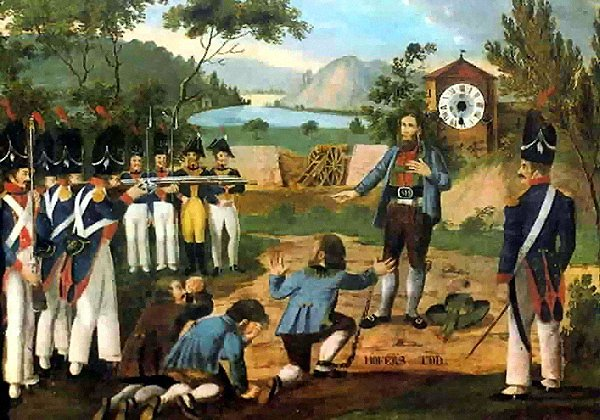
Расстрел Андреаса Гофера французами в Мантуе, 1810

9 апреля 1809 года в Тироле вспыхнуло восстание, направленное против французской и баварской власти. Во главе него встал Андреас Гофер. Восставшие разбили франко-баварские отряды, 12 апреля заняли Инсбрук, а затем принудили баварскую армию к капитуляции. В Тироль вошли австрийские войска, которые при поддержке населения восстановили австрийскую власть в графстве. Несмотря на то, что уже в мае новая французская армия вытеснила австрийцев, всё население области встало на борьбу с Францией.. Лишь к 1810 году удалось подавить сопротивление тирольцев. По Венскому миру 1809 года Северный Тироль остался за Баварией, а Южный был передан Итальянскому королевству. В 1813 году Тироль был возвращён в состав Австрийской империи.
В 1867—1918 годах Тироль — одна из коронных земель Австро-Венгрии. В конце XIX — начале XX веков в южной части Тироля, где преобладало итальянское население, получил распространение ирредентизм, что во многом предопределило судьбу Южного Тироля по окончании первой мировой войны.

### Новейшая история

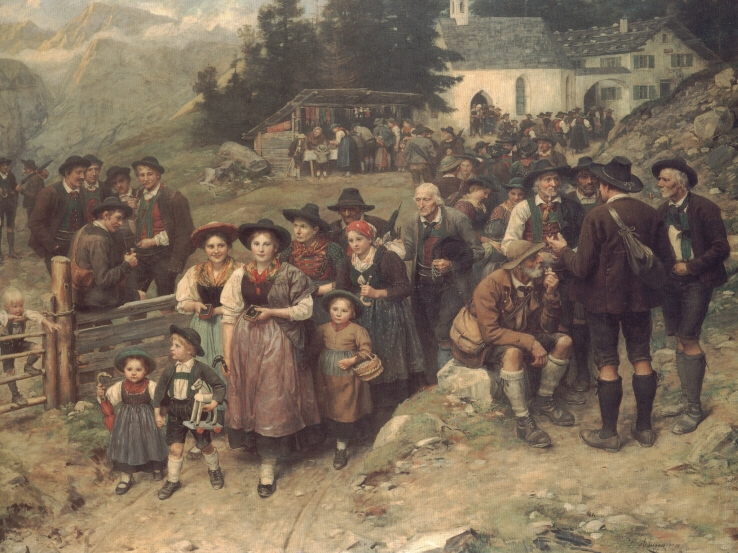
«Паломники», картина Франца фон Дефреггера

После Первой мировой войны по условиям Сен-Жерменского мирного договора Южный Тироль отошёл от Австрии к Италии. При этом австрийская земля Тироль оказалась разорванной на две несмежные части — Северный Тироль и Восточный Тироль. В итальянском Тироле на тот момент 86 % местных жителей говорили на немецком языке. В составе Италии немецкоязычные тирольцы стали национальным меньшинством. Союз фашистской Италии и нацистской Германии поставил их на грань исчезновения. Им предлагалось либо покинуть родину и переселиться в Третий рейх, либо остаться и подвергнуться итальянизации и ассимиляции. В результате после 1938 года 78 тысяч жителей покинули регион.
В годы Второй мировой войны многие тирольцы служили в частях вермахта — в специальных горных дивизиях альпийских стрелков. Участвовали в Датско-Норвежской операции, в завоевании Греции и боях за Крит. На Восточном фронте они участвовали в боях за Кавказ. В частности, тирольцем был самый результативный снайпер немецкой армии в годы второй мировой войны, служивший в 144-м полку горных егерей (нем. Gebirgsjäger) 3-й горнострелковой дивизии Маттеус Хетценауэр.
После окончания Второй мировой войны был создан добровольческий полувоенный «Комитет освобождения Южного Тироля», отличительной особенностью которого было стремление избежать ранения или гибели людей. Все акции были направлены против зданий или сооружений и проводились ночью, чтобы избежать случайных человеческих жертв. В 1961 году Комитетом был произведен подрыв опор линий электропередач, который обесточил провинцию и вызвал прекращение подачи электричества на промышленный север Италии. Это событие вошло в историю под названием «Огненная ночь», и мировая общественность узнала о положении германоязычной общины в Италии. Политическими сторонниками южнотирольского сепаратизма и общетирольского ирредентизма являются входящая в Европейский свободный альянс Южнотирольская народная партия, а также Союз Южного Тироля, Свобода Южного Тироля, Демократическая партия Южного Тироля.

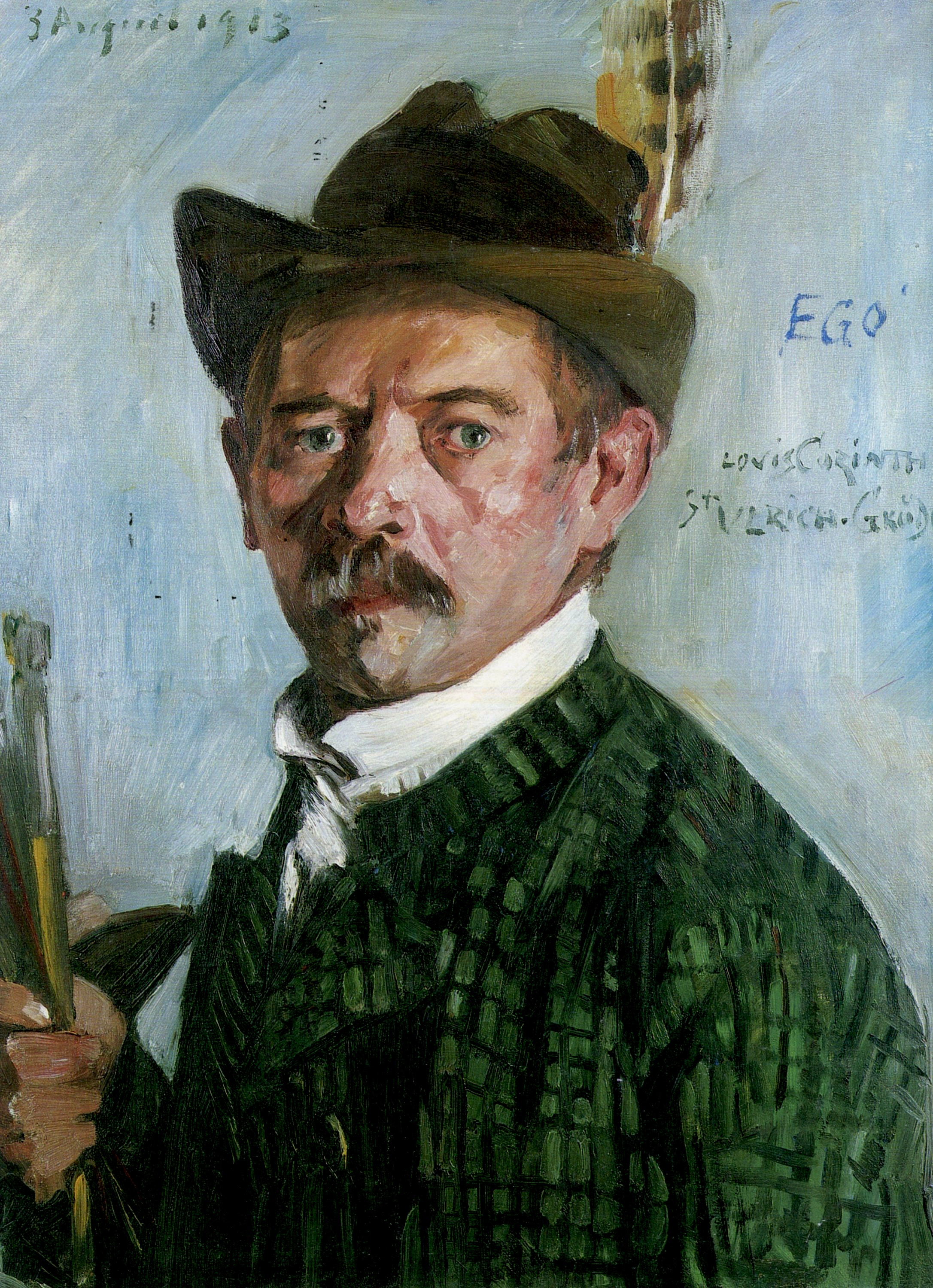
Ловис Коринт, Автопортрет в тирольской шляпе. 1913

Мирный договор 1947 года подтвердил границу Италии с Австрией по состоянию на 1919 год. Немецкоязычному меньшинству Южного Тироля гарантировалось полное равенство прав с италоязычным населением. Была создана автономная область Трентино-Альто-Адидже, в котором Южный Тироль является северной провинцией Больцано (вторая, преимущественно италоговорящая, южная провинция — Трентино). Однако Австрия продолжала заявлять, что немецкоязычное меньшинство подвергается в Италии дискриминации. Италия, в свою очередь, обвиняла Австрию в поддержке пангерманских и пронацистских сил, а также в пособничестве террористам, совершавшим свои акции в Южном Тироле на всём протяжении 1960-х годов. В конце 1969 года Италия и Австрия достигли соглашения, по которому «регион получал права расширенной автономии, возрастало влияние тирольцев на национальную политику в провинции, немецкий язык получал соответствующий статус, признавалось немецкое название территории — Южный Тироль». Однако Италия не торопилась воплощать эти положения в жизнь.

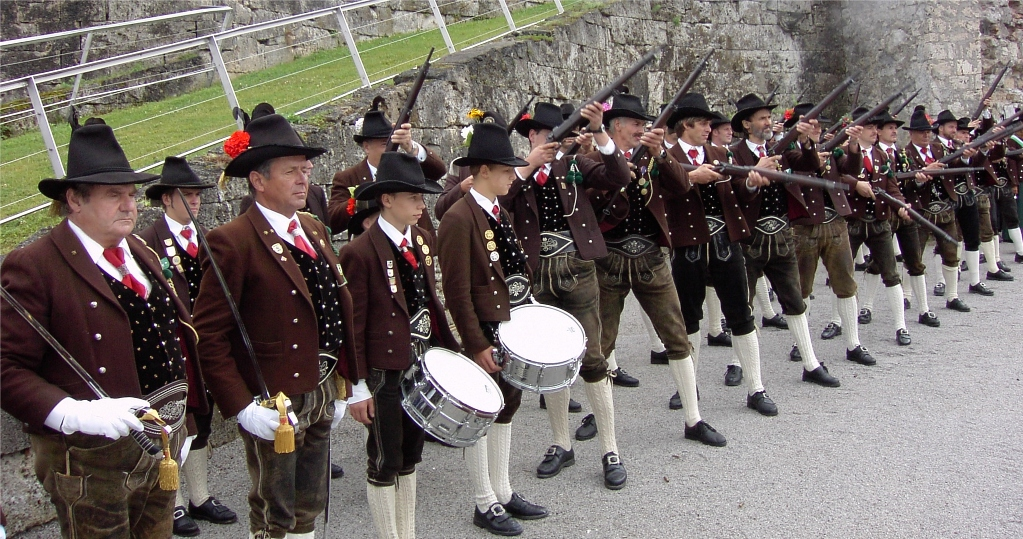
Тирольские стрелки

Окончательно вопрос Южного Тироля был урегулирован в 1992 году. Италия предоставила немецкоязычным жителям области Трентино-Альто-Адидже право получать образование на немецком языке, они стали шире представлены в муниципальных органах власти и смогли напрямую обращаться в Международный суд ООН в Гааге. В 1992 году австрийские власти объявили ООН о прекращении противоречий с Италией по вопросу Южного Тироля. В 2001 году он получил статус отдельной немецкоговорящей провинции, расположенной на севере Италии. Согласно Статуту области Трентино-Альто-Адидже правительство гарантирует сохранность культурных и языковых различий отдельных этнических групп. Также был образован региональный парламент, в который входят 70 выборных депутатов. Парламент обладает не только законодательной властью на региональном уровне, но также избирает президента, двух вице-президентов и министров автономии, при этом в течение срока полномочий избранного парламента пост президента региона попеременно должны занимать представители немецкой и итальянской общины.